# Троттер, Уилфред
Уилфред Баттен Льюис Троттер (3 ноября 1872 г. — 25 ноября 1939 г.) — английский хирург, пионер нейрохирургии, член Королевского общества. Также был известен своими исследованиями в области социальной психологии, в частности, концепцией стадного инстинкта, которую он впервые изложил в двух опубликованных статьях в 1908 году, а затем в своей знаменитой книге «Стадный инстинкт в мирное время и во время войны», впервые описавшей психологию толпы. Изучая пчел, отары овец и волчьи стаи, Троттер утверждал, что
стадность — это инстинкт.